# Genetta maculata
Genetta maculata (генета плямисто-руда) — вид хижих ссавців з родини Віверові (Viverridae).

## Поширення
Широко розповсюджений у країнах Африки на південь від Сахари, починаючи з півночі і сходу р. Вольта на схід до Еритреї й Сомалі і на півдні до центральної Намібії і провінції Квазулу-Наталь в Південній Африці. Трапляється до великих висот (до 3400 м) в Сімієнських горах Ефіопії. Присутній у різних місцях проживання, у тому числі лісах, заболочених місцях, серед річкової рослинності, відкритих і закритих помережаних деревами місцевостях, вологих лісах, саванах, чагарниках і навіть трав'янистих саванах, але уникаючи надзвичайно сухі савани і по-справжньому посушливі регіони. Також зустрічається в районах вирощування сільськогосподарських культур, сільськогосподарських угіддях і приміських районах. Веде нічний спосіб життя.

## Загрози та охорона
Серйозних загроз для виду нема. Однак трапляється на ринках м'яса диких тварин. Також має погану репутацію, як хижак домашніх птахів і фермери іноді отруюють або ловлять їх у пастки, вони також іноді бувають убитими домашніми котами і псами. Присутній у кількох природоохоронних територіях.